# Batman (provinca)
Provinca Batman je provinca, ki se nahaja v vzhodni Anatoliji v Turčiji. Ima nekaj več kot 500.000 prebivalcev, ki so večinoma kurdskega porekla. Skozi provinco teče reka Batman. 
Provinca je pomembna zaradi zalog in predelave nafte. prva rafinerija je bila ustanovljena leta 1955. 494 km dolg naftovod povezuje Batman z mestom İskenderun. Pomemben kmetijski proizvod je bombaž. 
Središče pokrajine je mesto Batman z okrog 246.700 prebivalci. 

## Okrožja
- Batman
- Beşiri
- Gercüş
- Hasankeyf
- Kozluk
- Sason

Koordinati:   38°04′55″N, 41°24′26″E